# クレメンチューク
- クレメンチュク[1]
- クレメンチューク

クレメンチューク（ウクライナ語:Кременчукクレメンチューク；ロシア語:Кременчугクリミンチューク）は、ウクライナ中央部、ポルタヴァ州の西南部にあるドニエプル川沿いの市である。クレメンチューク地区とその下位行政区画であるクレメンチューク・フロマーダのそれぞれの行政中心地と制定されている。人口は2021年推計で217,710人。

## 概要
クレメンチュークの名前は「クレーミニ」（кремінь:チャートの一種、燧石または玉髄）に由来する。
自動車産業、石油精製業が発達している。　AvtoKrAZ（旧クレメンチューク自動車工場、KrAZ）では、トラックなどの開発・生産を行っている。

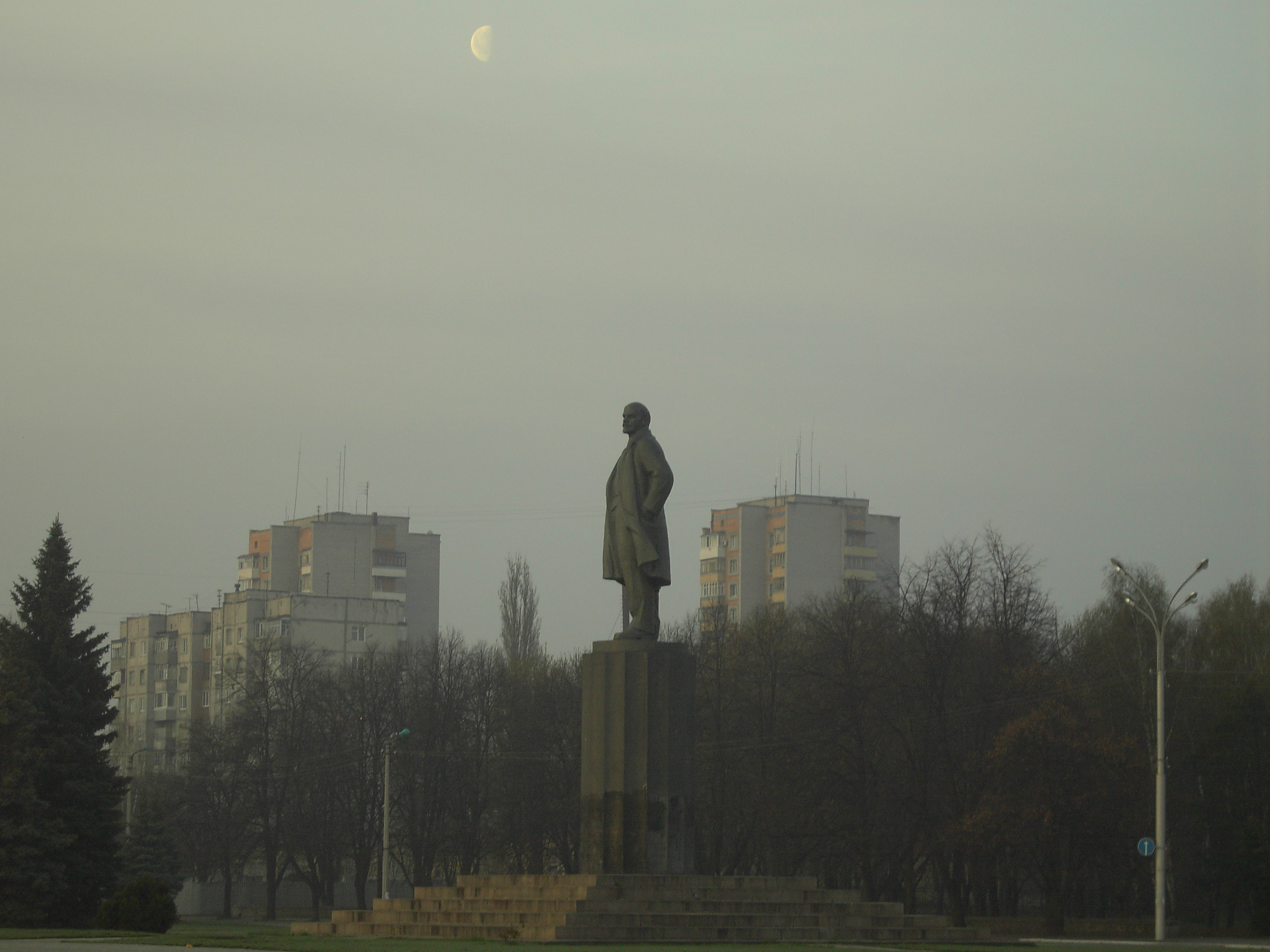
2014年以降に除去されたクレメンチュークのレーニン像

## 歴史

### 2022年ロシアのウクライナ侵攻
2022年ロシアのウクライナ侵攻では、ロシア軍による進駐などは生じなかったが、ミサイルによる攻撃を受けることとなった。
2022年6月27日、市内のショッピングセンターにロシア軍の空対地ミサイルKh-22が着弾。18人以上が死亡した。ロシア軍は、数百メートル離れた軍用車両の修理工場を狙ったとされ、ミサイルの命中精度の低さが民間人の死傷者を出す原因の一つと見られている。

## ゆかりの人物
- レオ・オーンスタイン - ピアニスト
- ディミトリ・ティオムキン - 作曲家
- ミッシャ・レヴィツキ - ピアニスト
- エリザベータ・カラニナ - 柔道家
- ロマン・ベズス - サッカー選手

## 姉妹都市
- ベルジャーンシク、ウクライナ
- ビーラ・ツェールクヴァ、ウクライナ
- ビトラ、北マケドニア
- ボリソフ、ベラルーシ
- ブィドゴシュチュ、ポーランド
- 温州市、中国
- en:Kolomyia、ウクライナ
- ノヴォモスコフスク、ロシア
- en:Michalovce、スロバキア
- プロビデンス、アメリカ合衆国
- スヴィシュトフ、ブルガリア
- en:Snina、スロバキア
- 嘉峪関市、中国